# ロルフ・ティーレ
ロルフ・ティーレ（Rolf Thiele、1918年3月7日 - 1994年10月9日）は、ドイツの映画監督・映画プロデューサー・脚本家。

## 来歴
1951年から1977年にかけて、42本の映画を監督した。彼は当時のオーストリア＝ハンガリー帝国の一部であったプレドリッツ（Prödlitz、後のウースチー・ナド・ラベムの一部）に生まれた。彼が監督した1958年の映画『セクシーガール』は、1959年の第12回カンヌ国際映画祭で上映された。彼が監督した1964年の映画『Tonio Kröger』は、第14回ベルリン国際映画祭で上映された。
墓はミュンヘンのオストフリードホフ墓地にある。

## フィルモグラフィ
- 1949年: Liebe 47 （制作）
- 1950年: Es kommt ein Tag （脚本）
- 1951年: Primanerinnen （監督、脚本、制作）
- 1952年: Der Tag vor der Hochzeit （監督、脚本）
- 1953年: Geliebtes Leben （監督、脚本）
- 1954年: Sie （監督、脚本）
- 1955年: Die Barrings （監督、脚本）
- 1955年: Ingrid – Die Geschichte eines Fotomodells （Hans Abich と共同制作）
- 1955年: Mamitschka （監督、脚本）
- 1956年: Friederike von Barring （監督、脚本）
- 1956年: Nacht der Entscheidung （制作）
- 1956年: Ohne Dich wird es Nacht （Hans Abich と共同制作）
- 1957年: El Hakim （監督）
- 1957年: Der tolle Bomberg （監督）
- 1957年: Skandal in Ischl （監督）
- 1958年: セクシーガール / Die Halbzarte （監督）
- 1958年: スキャンダル / Das Mädchen Rosemarie （監督、脚本）
- 1959年: Labyrinth （監督、脚本）
- 1959年: Der Mann, der sich verkaufte （Hans Abich と共同制作）
- 1960年: Der liebe Augustin （監督）
- 1960年: Auf Engel schießt man nicht （監督、脚本）
- 1960年: Die Botschafterin （脚本）
- 1960年: Sturm im Wasserglas （Hans Abich と共同制作）
- 1961年: Man nennt es Amore （監督、脚本）
- 1962年: Lulu （監督、脚本）
- 1962年: 青い波紋 / Das schwarz-weiß-rote Himmelbett （監督）
- 1963年: Venusberg （監督、脚本）
- 1963年: Moral 63 （監督、脚本）
- 1964年: Tonio Kröger （監督）
- 1964年: DM-Killer （監督、脚本）
- 1964年: Wälsungenblut （監督）- トーマス・マンの小説による
- 1965年: Das Liebeskarussell （監督）
- 1965年: Die Herren （共同監督）
- 1966年: Grieche sucht Griechin （監督）
- 1967年: Der Tod eines Doppelgängers （監督、脚本）
- 1967年: Der Lügner und die Nonne （監督）
- 1967年: Der Paukenspieler （共同監督）
- 1968年: Die Ente klingelt um halb acht （監督）
- 1968年: Komm nur, mein liebstes Vögelein …（監督、脚本）
- 1969年: Grimms Märchen von lüsternen Pärchen （監督、脚本）
- 1970年: Komm nach Wien, ich zeig dir was! （監督）
- 1970年: Ohrfeigen （監督）
- 1970年: Der scharfe Heinrich （監督）
- 1970年: Frisch, fromm, fröhlich, frei （監督、脚本）
- 1971年: Rosy und der Herr aus Bonn （監督）
- 1972年: Gelobt sei, was hart macht （監督、脚本）
- 1972年: Versuchung im Sommerwind （監督）
- 1974年: Undine 74 （監督）
- 1975年: Frauenstation （監督） (UA: 1977)
- 1976年: Rosemaries Tochter （監督）
- 1978年: ジャスト・ア・ジゴロ / Schöner Gigolo, armer Gigolo （制作）